# Saison 1 d'Only Murders in the Building
 (août 2022).
Si vous disposez d'ouvrages ou d'articles de référence ou si vous connaissez des sites web de qualité traitant du thème abordé ici, merci de compléter l'article en donnant les références utiles à sa vérifiabilité et en les liant à la section « Notes et références ».
Chronologie
Saison 2
Cet article présente le guide des épisodes de la première saison de la série télévisée comédie américaine Only Murders In The Building.

## Synopsis
Charles-Haden Savage, Oliver Putnam et Mabel Mora, trois locataires de l'immeuble Arconia jusqu'alors étrangers, découvrent par un concours de circonstances qu'ils partagent tous trois la même passion pour les affaires criminelles. Une passion qu'ils décident rapidement de mettre à profit lorsqu'un décès a lieu dans leur immeuble : la police juge qu'il s'agit d'un suicide, mais le trio, qui a trouvé des indices contraires, n'est pas de cet avis et pense à un meurtre. Ils décident de monter un podcast, et de mener leur propre enquête...

## Distribution

### Acteurs principaux
- Steve Martin (VF : Bernard Gabay) : Charles-Haden Savage
- Martin Short (VF : Bernard Alane) : Oliver Putnam
- Selena Gomez (VF : Karine Foviau) : Mabel Mora[2]
- Aaron Dominguez (VF : Jim Redler) : Oscar Torres
- Amy Ryan (VF : Sybille Tureau) : Jan Bellows

### Acteurs récurrents
- Michael Cyril Creighton (VF : Nicolas Djermag) : Howard Morris
- Vanessa Aspillaga (VF : Emmanuelle Rivière) : Ursula
- Tina Fey (VF : Stéphanie Lafforgue) : Cinda Canning
- Ryan Broussard (VF : Diouc Koma) : Will Putnam
- Jackie Hoffman (VF : Virginie Ledieu) : Uma Heller
- Da'Vine Joy Randolph (VF : Virginie Emane) : l'inspecteur Williams
- Jaboukie Young-White : Sam (VF : Mike Fédée)
- Daniel Oreskes (VF : Jean Barney) : Marv
- Ali Stroker (VF : Julia Boutteville) : Paulette
- Orson Hong : Grant
- Teddy Coluca (VF : Hervé Jolly) : Lester
- Jayne Houdyshell (VF : Annie Le Youdec) : Bunny Folger
- Nathan Lane (VF : Franck Gourlat) : Teddy Dimas
- James Caverly : Theo Dimas
- Russell G. Jones (VF : Daniel Lobé) : Dr Grover Stanley
- Julian Cihi (VF : Alexandre Nguyen) : Tim Kono
- Maulik Pancholy : Arnav
- Zainab Jah (VF : MBembo) : Ndidi Idoko
- Olivia Reis : Zoe Cassidy

### Invités
- Sting (VF : Thierry Ragueneau) : lui-même (épisodes 3 et 4)
- Adriane Lenox : Roberta (épisode 3)
- Adina Verson (VF : Emilie Duchênoy) : Poppy White (épisodes 4 et 10)
- Roy Wood Jr. (VF : Jean-Paul Pitolin) : Vaughn (épisode 5)
- Jacob Ming-Trent (VF : Vincent Touré) : Lucian (épisode 5)
- Jimmy Fallon (VF : Serge Faliu) : lui-même (épisode 6)
- Mandy Gonzalez : Silvia Mora (épisode 6)
- Jane Lynch (VF : Josiane Pinson) : Sazz Pataki (épisode 9)

## Épisodes

### Épisode 1:Crime réel
- États-Unis : 31 août 2021 sur Hulu
- Mondial : 31 août 2021 sur Disney+ Star

### Épisode 2:Qui est Tim Kono?
- États-Unis : 31 août 2021 sur Hulu
- Mondial : 31 août 2021 sur Disney+ Star

Charles et Olivier tentent d'en apprendre plus sur Tim, et se rendent avec Mabel à la commémoration tenue en sa mémoire dans l'immeuble. Ils réalisent que Tim était très peu apprécié par les résident.es de l'Arconia (avec plusieurs plaintes à son encontre), la plupart se réjouissant même du fait qu'ils puissent enfin réutiliser les cheminées de leurs appartements (fermées à cause de l'asthme de Tim). Ils pénètrent ensuite dans l'appartement de Tim à la recherche d'indices, mais les tensions entre eux rendent l'exploration difficile.
De son côté, Mabel enregistre une vidéo de confession où elle révèle qu'elle connaissait Tim depuis l'enfance. Ils étaient tous deux passionnés par la série des Frères Hardy (The Hardy Boys), et s'inventaient de faux crimes qu'ils résolvaient en s'infiltrant dans les autres appartements de l'immeuble. Zoe et Oscar se rajoutèrent à leur groupe quelques années plus tard. Dix ans plus tôt, alors qu'ils participent à une fête du Nouvel An sur le toit, Zoe sera retrouvée dans la soirée sur le sol en bas de l'immeuble, et Oscar arrêté en tant que suspect principal, car ils avaient été vus se disputer dans la soirée. Cependant, Tim glisse à Mabel qu'il a vu quelqu'un d'autre se battre avec Zoe ce soir-là, mais ne le dit pas à la police, ce qui fait s'éloigner les deux amis.

### Épisode 3:Connaissez-vous bien vos voisins?
- États-Unis : 31 août 2021 sur Hulu
- Mondial : 7 septembre 2021  sur Disney+ Star

Charles, Oliver, et Mabel font de Howard Morris leur suspect no 1 : résident de l'Arconia (appartement 3C), il possédait une chatte, Evelyn, morte la même nuit que Tim et dont les empreintes de pattes ont été retrouvées dans le sang de Tim.
Bunny (12A), la désagréable présidente du conseil d'administration de l'immeuble, menace d'expulser Oliver si celui-ci ne règle pas rapidement ses charges locatives qui atteignent huit mois de retard. Il se rend chez son vieil associé Teddy Dimas (6B) afin de lui demander de l'argent. Après un premier refus, Teddy accepte finalement de sponsoriser le podcast. En croisant Sting dans l'ascenseur, Oliver pense qu'il peut également être suspect quand il retrouve sa chienne empoisonné et ce alors que le chanteur a montré son aversion envers les chiens.

### Épisode 4:Sting
- États-Unis : 7 septembre 2021 sur Hulu
- Mondial : 14 septembre 2021  sur Disney+ Star

Oliver suspecte Sting (qui s'est montré très antipathique dans l'ascenseur et qui déteste les chiens) d'être responsable de la tentative d'empoisonnement de Winnie et du meurtre de Tim. Avec Charles et Mabel, il rencontre Cinda Canning, l'animatrice de leur podcast criminel préféré, afin d'obtenir des conseils.
Ils décident de surprendre Sting en s'invitant avec une dinde au four, et l'interrogent au sujet de Tim, qui se révèle être l'ancien agent de change du chanteur. Sting confesse avec honte qu'après que Tim a perdu une grosse partie de son argent, il l'a viré sans ménagement et en l'invitant à "aller se tirer une balle". Se sentant coupable d'avoir poussé Tim au suicide, il est soulagé d'apprendre que Tim a été en réalité tué.
Charles se rend à un rendez-vous avec Jan (appartement 6A), une bassoniste avec qui il tente de flirter. Ce premier rendez-vous est un échec, car Charles, toujours paralysé par ses anciennes relations et sa solitude, ne parvient pas à communiquer. Mais il convainc Jan de se rendre à un deuxième rendez-vous après s'être confessé plus personnellement.

### Épisode 5:Coup de théâtre
- États-Unis : 14 septembre 2021 sur Hulu
- Mondial : 21 septembre 2021  sur Disney+ Star

Mabel est suivie dans la rue par un homme (déjà aperçu par Charles) vêtu d'un sweat tie-dye ; qui se révèle être Oscar, son ami récemment libéré de prison après avoir fait une peine de 10 ans pour la mort de Zoée Ils se rendent tous les deux en voiture au point de rendez-vous trouvé sur la note de Tim, qui se trouve à Bayport sur Long Island.
À son insu, Charles et Oliver la suivent car l'ayant vue partir et cherchant à comprendre ses silences.

### Épisode 6:Protéger et Servir
- États-Unis : 21 septembre 2021 sur Hulu
- Mondial : 28 septembre 2021 sur Disney+ Star

Oscar et Mabel se rapprochent, ayant toujours des sentiments pour l'autre. Réunis chez Sylvia, la mère de Mabel, celle-ci désapprouve l'investissement de Mabel dans cette enquête, mais Mabel lui tient tête.
La détective Williams, qui était sur l'affaire Tim Kono, apprend l'existence du podcast et commence à avoir des doutes sur la clôture très rapide du dossier et y retrouve des incohérences. Espérant une aide indirecte du podcast du trio, elle remet furtivement le téléphone de Tim à Mabel.

### Épisode 7:Le Garçon du 6B
- États-Unis : 28 septembre 2021 sur Hulu
- Mondial : 5 octobre 2021  sur Disney+ Star

Theo Dimas, le fils sourd de Teddy et également résident de l'Arconia (6B), espionne le trio, et pénètre dans l'appartement de Charles afin de prendre en photos les preuves qu'ils ont constituées. Il alerte son père sur les soupçons du podcast à leur encontre, mais Teddy ne semble pas s'en préoccuper.
À l'inverse, Charles et Mabel pénètrent dans l'appartement de Teddy, et y découvrent une pièce cachée remplie d'urnes funéraires. Ils évitent de peu Theo (qui trouve quand même un gant qu'ils ont laissé tomber).
Alors qu'Oliver et Mabel se rendent à la maison funéraire pour enquêter, Charles est en tête-à-tête avec Jan. Au sous-sol de la maison funéraire, Mabel et Oliver découvrent des bijoux volés aux macchabées, et bientôt aperçoivent Theo, qui y travaille, dérober des objets de valeurs sur les morts. Celui-ci les repère, et finit par les kidnapper et les enfermer dans un fourgon, qu'il conduit vers une destination inconnue. Ils parviennent cependant à envoyer à Charles un message lui suggérant de déverrouiller le téléphone de Tim avec le code "THEO".

### Épisode 8:Fan Fiction
- États-Unis : 5 octobre 2021 sur Hulu
- Mondial : 12 octobre 2021  sur Disney+ Star

Theo mène Mabel et Oliver à son père, qui décide de les ramener à l'Arconia sous la menace : ils doivent sortir avant le lendemain 7h00 le prochain épisode du podcast, dans lequel ils lavent les Dimas de tout soupçon, les blanchissant.
Ils retrouvent Charles, et Jan, que ce dernier a mise au courant de l'enquête et qui y participe activement. Ils rencontrent incognito la détective Williams, qui leur suggère de réunir toutes les preuves (et suffisamment pour pouvoir procéder à une inculpation) et de les diffuser dans leur podcast. Oscar indique que Tim avait déjà l'émeraude de Zoe au moment de son décès, mais que sa localisation actuelle est inconnue. Bloqués sur l'affaire, Oliver invite les super-fans du podcast faisant un sit-in devant l'immeuble à les rejoindre pour résoudre le crime à temps. La présence de Jan dérange Oliver et Mabel, qui finissent par l'inviter à sortir du groupe. Elle trouve sur sa porte une note de menace similaire à celle d'Oliver.
L'épisode final du podcast est lancé et détaille tous les éléments de l'enquête sur les Dimas. Mais au même moment, Williams reçoit le rapport d'autopsie de Tim, qui révèle que Tim a été empoisonné avant d'être abattu ; ainsi que les images des caméras de surveillance lors du déclenchement de l'alarme à incendie, qui montrent Teddy et Theo à l'extérieur du bâtiment, excluant qu'ils aient pu tuer Tim à ce moment.

### Épisode 9:Et que ça saute
- États-Unis : 12 octobre 2021 sur Hulu
- Mondial : 19 octobre 2021  sur Disney+ Star

- Jane Lynch

### Épisode 10:Le Bouquet Final
- États-Unis : 19 octobre 2021 sur Hulu
- Mondial : 26 octobre 2021  sur Disney+ Star

Le trio découvre que Jan est la meurtrière. Elle entretenait également une relation amoureuse avec Tim, mais l'a tué un jour après leur rupture en l'empoisonnant avant de simuler un suicide pendant l'alarme incendie. Mabel et Oliver font irruption dans l'appartement de Jan et trouvent des preuves comme une bouteille de poison, la bague verte de Zoe et un couteau ensanglanté qu'elle a utilisé pour se poignarder pour détourner les soupçons. Alors que Charles confronte Jan, qui commençait à la soupçonner depuis quelque temps, il se rend compte qu'elle l'a également empoisonné. Jan essaie de remplir de gar tout le bâtiment via les cheminées nouvellement ouvertes, mais le trio court au sous-sol et l'arrête. Au sous-sol, ils revoient Jan qui menace de leur tirer dessus. Une bagarre s'ensuit et Mabel assomme Jan avec la bague verte de Zoe. Jan est, par la suite, arrêtée. Devant leur geste héroïque, les trois locataires apprennent que les autres résidants ont changé leurs votes et leur permettent de rester, au grand désarroi de Bunny. Plus tard, alors que le trio célèbre l'arrestation et la révélation du meurtrier, Mabel va chercher du champagne dans son appartement et Oliver et Charles reçoivent un mystérieux SMS leur disant de quitter le bâtiment immédiatement. La scène qui a ouvert la série se répète : alors qu'Oliver et Charles courent vers l'appartement de Mabel, ils la trouvent penchée sur le cadavre de Bunny, couverte de sang.